# Günther Hüttmann
Günther Hüttmann, född 27 februari 1927, död 27 mars 2008 i Dortmund, var en tysk skådespelare. 

## Filmografi (urval)
- 1955 – Die Letzte Nacht der Titanic
- 1956 – Främlingen från skyn
- 1958 – Människor på flykt
- 1958 – Stahlnetz – Bankraub in Köln
- 1961 – Gestatten, mein Name ist Cox (TV-serie)